# Frank Bailey (cầu thủ bóng đá)
Frank Bailey (2 tháng 8 năm 1907 – 1969) là một cầu thủ bóng đá người Anh thi đấu ở vị trí wing-half. Từ năm 1925 đến năm 1928, ông thi đấu 4 trận ở Football League cho Nelson.